# Âge géologique
Pour l’article homonyme, voir Âge.
Un âge géologique est une subdivision d'une époque géologique sur l'échelle des temps géologiques, d'une durée de l'ordre de quelques millions d'années (Ma). Les limites supérieure et inférieure d'un âge sont fixées par l'Union internationale des sciences géologiques sur la base des datations absolues obtenues pour des formations géologiques particulières.
Un âge géologique se subdivise lui-même en sous-âges, zones, sous-zones et horizons biostratigraphiques.

## Équivalence
L'équivalent de l'âge en chronostratigraphie s'appelle un étage.
Les âges portent les mêmes noms que les étages, fréquemment dérivés du nom de la ville ou de la région où ils ont été décrits, par exemple l'âge Toarcien près de la ville de Thouars, dans le département des Deux-Sèvres, dans l'Ouest de la France.

## Âges géologiques du Phanérozoïque
Le découpage de l'échelle des temps géologiques en âges ne concerne à ce jour que l'éon Phanérozoïque, c'est-à-dire les temps postérieurs à l'explosion cambrienne (apparition de la plupart des grands embranchements actuels de métazoaires et grande diversification des faunes, il y a environ 541 millions d'années). Une centaine d'âges sont définis avec encore pour certains des noms provisoires comme au sein de la période du Cambrien où plusieurs âges ne portent encore que des numéros d'ordre (âges 2, 3 ,4, 5, 10). 

## Durée d'un âge
Si l'on exclut la période Quaternaire, la durée d'un âge est de l'ordre de quelques millions d'années (moyenne = 5,7 Ma, médiane = 5 Ma). Un certain nombre d'âges ont une durée de l'ordre de 2 millions d'années, par exemple les âges Serravallien du Miocène, Bajocien et Hettangien du Jurassique, Changhsingien du Permien ou Gorstien et Aéronien du Silurien, uniquement pour ceux qui sont, à ce jour, clairement définis entre deux Points stratotypiques mondiaux (PSM). Certains âges, au contraire, couvrent des intervalles de temps beaucoup plus longs, jusqu'à 16 millions d'années pour l'âge Viséen du Carbonifère et même 20 millions d'années pour le Norien, dans le Trias, dont la durée reste à préciser.